# Marie de Duras
Marie de Duras was eerste priorin van het Klooster van Berlaymont, aanvankelijk naast de Brusselse kathedraal.
Ze trad met zeven andere nonnen, augustinessen, in op Pinksteren 1625. Haar grafsteen werd teruggevonden bij de aanleg van de Nationale Bank. Deze blijft er bewaard, samen met enkele juweeltjes uit het vroegere klooster en een Mariabeeld geschonken door aartshertogin Isabella.